# جی‌او زن برزنجیر

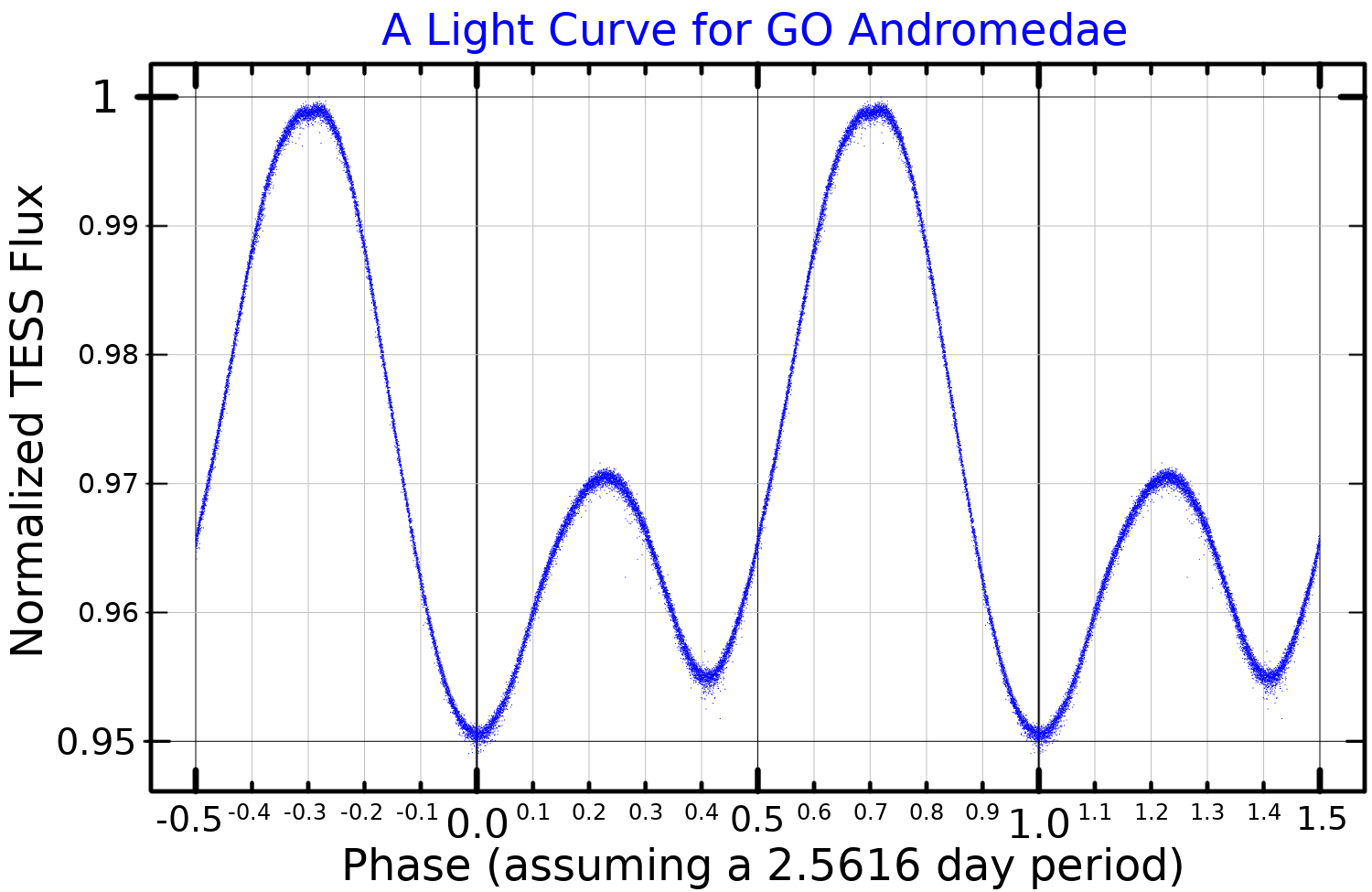
نمودار جی‌او زن برزنجیر

جی‌او زن برزنجیر یک ستاره است که در صورت فلکی آندرومدا قرار دارد.